# ATC kód A14
ATC kód A14 Anabolika pro systémové užití je hlavní terapeutická skupina anatomické skupiny A. Trávicí ústrojí a metabolismus.

## A14A Anabolické steroidy

### A14AB Deriváty estrenu
A14AB01 Nandrolon

## Poznámka
- Registrované léčivé přípravky na území České republiky.
- Informační zdroj: Státní ústav pro kontrolu léčiv, Všeobecná zdravotní pojišťovna.